# Josep Gombau
Josep Gombau Balague (Amposta, 5 giugno 1976) è un allenatore di calcio ed ex calciatore spagnolo, di ruolo portiere, tecnico dell'Aston Villa U21.

## Palmarès

### Allenatore

#### Competizioni nazionali
- Hong Kong First Division League: 2

Kitchee: 2010-2011, 2011-2012